# CNET (site web)
Pour les articles homonymes, voir CNET.
CNET est un site Web d'information traitant de micro-informatique, d'Internet et de nouvelles technologies. La société est cotée en bourse sur le NASDAQ sous le code CNET. 
Sa fiabilité a été révisée à la baisse en février 2024 par la Wikipédia anglophone à la suite de la publication d'articles rédigés par des IA et contenant des erreurs.

## Histoire
CNET Networks, Inc. est cofondée en 1993 par Halsey Minor et Shelby Bonnie. 
Le 11 octobre 2006, Shelby Bonnie démissionne de son poste de président-directeur général à la suite d'un scandale de stock options antidatées entre 1996 et 2003. Neil Ashe est nommé à sa place.
CNET est achetée par le groupe média audiovisuel CBS en 2008 et fait partie de CBS Interactive. CBS débourse environ 1,8 milliard de dollars pour acquérir CNET Networks,.
En septembre 2020, ViacomCBS annonce la vente de CNET Media Group pour 500 millions de dollars à Red Ventures. Cette vente inclut les sites CNET, ZDNet, Gamespot, TVGuide, Metacritic et Chowhound,.
Fin février 2024, Wikipédia en anglais réévalue à la baisse la fiabilité du site en raison de la publication à plusieurs reprises de contenus rédigés par le biais d'une intelligence artificielle, le site semblant par ailleurs vouloir surtout tirer de l'argent de la publicité qu'il intègre en grande quantité. La révélation de ces pratiques rédactionnelles suscite une polémique,,.